# Beograd-traktaten
Beograd-traktaten, også kaldet Freden i Beograd[a] var en fredstraktat underskrevet den 18. september 1739 i Beograd af Det Osmanniske Rige på den ene side og af Habsburg-monarkiet på den anden side. Traktaten afsluttede Den østrigsk-tyrkiske krig (1737–39).

## Traktatens indhold
Traktaten afsluttede Habsburgernes involvering i den russisk-østrigske-tyrkiske krig, som Habsburgerne var indtrådt i i 1737 på russisk side. Østrigerne blev imidlertid besejret af tyrkerne under slaget og Grocka, hvorefter de indgik en fredsaftale med osmannerne ved Beograd-traktaten. Ved traktaten overgav Habsburgerne Kongeriget Serbien og Beograd, de sydlige dele af Temeswar, det nordlige Bosnien til osmannerne samt Oltenien til den osmanniske vasalstat Valakiet. Grænsen blev fastsat til floderne Sava og Donau.
Habsburgernes udtræden af krigen fik Rusland til i 1739 at acceptere en fredsaftale med osmannerne, Niš-traktaten, der gav russerne adgang til at etablere en havn i Azov, hvorved Rusland fik adgang til Azovhavet og derigennem til Sortehavet.
Beograd-traktaten bragte Kongeriget Serbiens uafhængighed til ophør. Kongeriget havde eksisteret siden 1718. Kongeriget blev ved den næste krig atter overført til Habsburgerne i 1788.
Traktaten er en af de sidste væsentlige traktater skrevet på latin.